# Северноамериканско източно време
Северноамериканско източно време (на английски: Eastern Standard Time (EST); синоними: стандартно източно време, източно поясно време) е часова зона, различаваща се с −5 часа от UTC (UTC-5). Лятното време в тази часова зона се нарича лятно северноамериканско източно време или лятно източно време (Eastern Daylight Time (EDT)) = UTC-4.
В тази часова зона се намира Космическият център Джон Ф. Кенеди на нос Канаверал.

## Щати на САЩ
В тази часова зона се намират следните щати на САЩ:
- Кънектикът
- Делауеър
- Флорида (по-голямата част)
- Джорджия
- Индиана (частично)
- Кентъки (частично)
- Мейн
- Мериленд
- Масачузетс
- Мичиган
- Ню Хампшър
- Ню Джърси
- Ню Йорк
- Северна Каролина
- Охайо
- Пенсилвания
- Род Айлънд
- Южна Каролина
- Тенеси (частично)
- Вермонт
- Вирджиния
- Окръг Колумбия
- Западна Вирджиния

Във всички щати, с изключение на окръг Колумбия, се използва лятно време.

## Провинции и територии на Канада
- Квебек (с изключение на районите Кот Нор източно от 63-тия меридиан и островите Мадлен)
- Нунавут (централноизточните райони: част от полуостров Мелвил, по-голяма част от островите Елисмиър и Бафинова земя, включително Икалуит)
- Онтарио (с изключение на районите на запад от Тандер Бей, но включително Атикокан)

## Държавите от Южна и Централна Америка и Карибския басейн
В тази часова зона се намират следните държави:
- Бахами[1]
- Кайманови острови
- Колумбия
- Куба[1]
- Еквадор
- Република Хаити
- Ямайка
- Панама
- Перу